# Plouzané
Plouzané é uma comuna francesa na região administrativa da Bretanha, no departamento Finisterra. Estende-se por uma área de 33,14 km². Em 2010 a comuna tinha 13 219 habitantes (densidade: 398,9 hab./km²).